# Aula Carolina

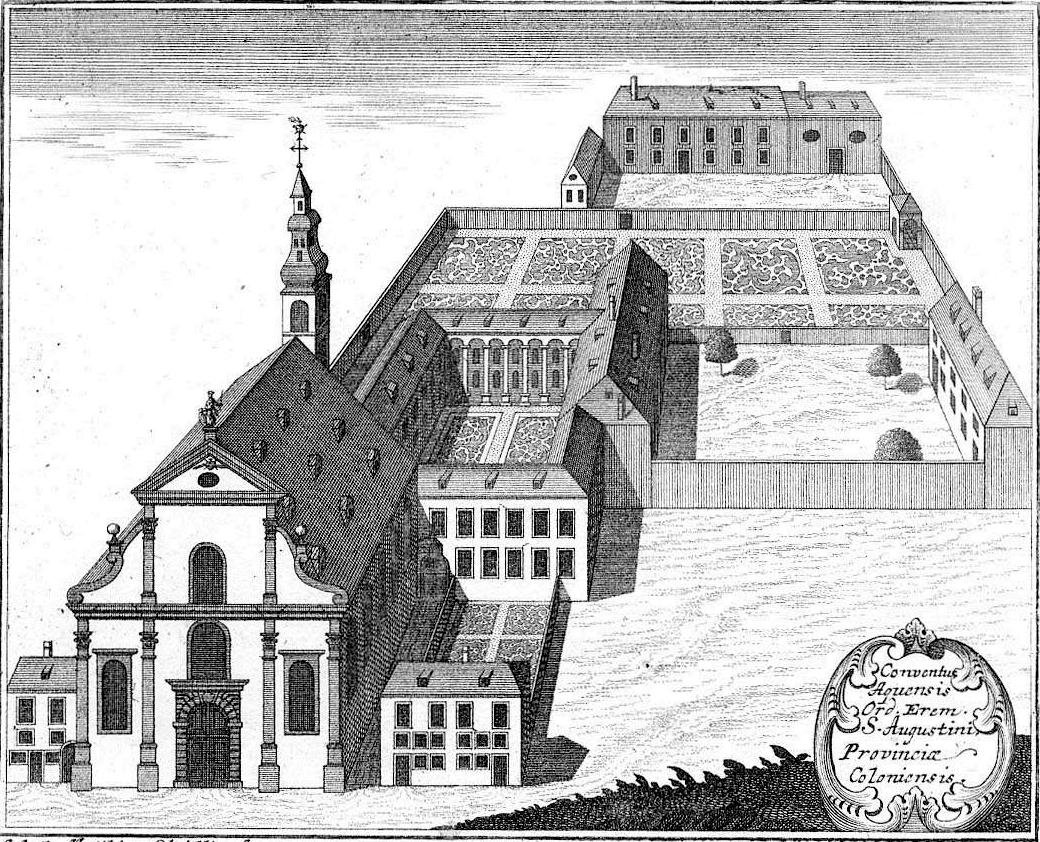
Augustinerkloster um 1750. Kupferstich von Johann Matthias Steidlin

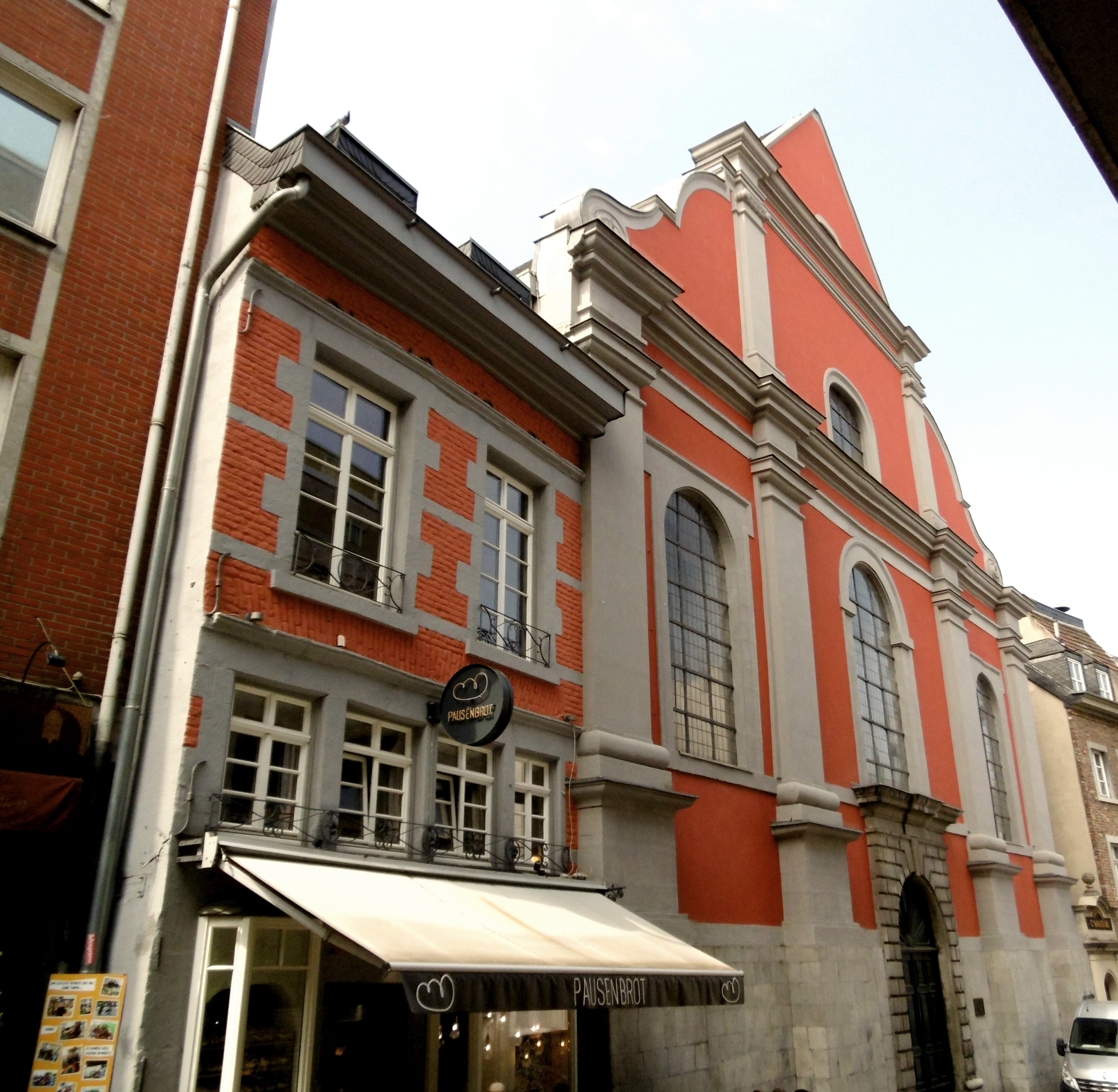
Außenansicht

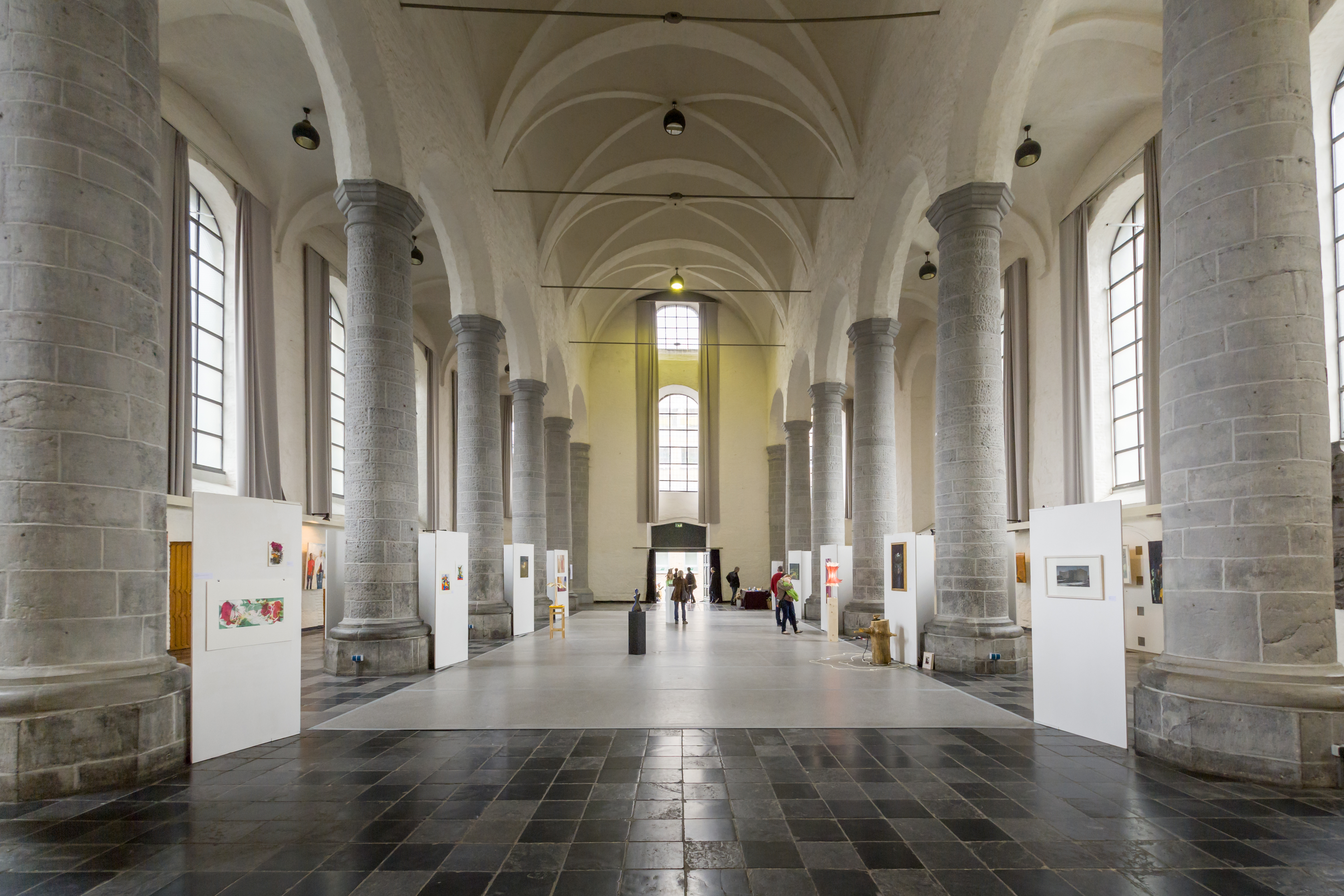
Innenraum während einer Ausstellung

Die Aula Carolina ist ein unter Denkmalschutz stehendes Gebäude, das sowohl für schulische Versammlungen als auch für öffentliche Kulturveranstaltungen zur Verfügung steht. Sie befindet sich am südlichen Ende der Pontstraße im Zentrum von Aachen. Die zum namengebenden Kaiser-Karls-Gymnasium gehörige Aula ist die ehemalige Kirche St. Katharina des früheren Klosters der Augustiner-Eremiten.

## Geschichte
Der Bau wird im 13. Jahrhundert erstmals erwähnt. Etwa um 1275 kamen Augustiner von Maastricht nach Aachen, wo man ihnen eine bereits vorhandene baufällige Kapelle nebst kleinem Wohnhaus übergab. Sie bauten die Kapelle zur Klosterkirche um. Darüber hinaus erwarben sie weitere benachbarte zwischen der heutigen Pont- und der Kockerillstraße befindliche Grundstücksflächen, um darauf ein neues Kloster errichten zu können. Schließlich war es Karl IV., der anlässlich seiner Krönung zum König des Heiligen Römischen Reichs 1351 mit einer Stiftung den Bau des Klosters unterstützte. Zu den Besitztümern des Klosters kamen im 15. Jahrhundert Anteile an Ländereien in der Aachener Heide hinzu, darunter am Schellartshof und am Gut Hebscheid in Lichtenbusch.
Bis auf notwendige Ausbesserungen  und zeitgemäße Modernisierungen blieben Kloster und Kirche bis zum großen Stadtbrand von Aachen im Jahr 1656, im Zuge dessen die Gebäude massiv beschädigt wurden, erhalten. Obwohl der Stadtrat anfangs 100 Reichstaler und 1666 noch einmal 600 Rheinische Gulden sowie die Bereitstellung von 25.000 Ziegeln zum Bau beigetragen hatte, vergingen noch weitere Jahre, bis erst am 11. Mai 1663 der Grundstein verlegt werden konnte und im Jahr 1671 der Chor der Klosterkirche soweit intakt war, dass dort ab 1671 wieder Messen provisorisch abgehalten werden konnten. Gemäß den Franziskaner-Annalen fand schließlich die offizielle Weihe am 30. Juli 1687 durch den Weihbischof des Bistums Lüttich, Jean Antoine Blavier, statt. Ende des 17. Jahrhunderts erlitten dann die Klostergebäude erneut einen großen Schaden, die ein Erdbeben am 18. September 1692 verursacht hatte, und die Gebäude mussten teilweise durch Neubauten ersetzt werden. Der Kirchturm verlor bei diesem Beben seine Standfestigkeit, brach drei Monate später auseinander und musste erneuert werden. Bei einem zweiten Erdbeben am 19. August 1730 brach das Gewölbe der Kirche zusammen und verursachte schwere Schäden an der Inneneinrichtung der Kirche. Diesem folgte schließlich am 18. Februar 1756 ein drittes Erdbeben, bei dem der noch vom letzten Vorfall baufällige Turm endgültig zerbrach und die Steinfigur der hl. Katharina aus dem Giebel brach. Auch diesmal sorgten Spenden des Stadtrates dafür, dass alle Schäden so weit wie möglich behoben werden konnten.
Während der späteren französischen Besatzungszeit von 1794 bis 1814 wurden im Rahmen der Säkularisation durch Konsularbeschluss vom 9. Juni 1802 alle Klöster aufgehoben, wodurch auch die ehemalige St.-Katharinen-Kirche und die Klosteranlagen für andere Zwecke eingesetzt wurden. Ein Jahr später genehmigte der französische Präfekt Alexandre Méchin, in den vormaligen Klostergebäuden die Gründung einer Sekundärschule nach französischem Vorbild, die mit dem aufgelösten „Gymnasium Marianum des Jesuitenordens“ der aufgelösten Jesuiten-Kommunität Aachen zusammengelegt wurde, das 1888 in „Kaiser-Karls-Gymnasium“ umbenannt wurde. Die bis dahin geschlossene St. Katharina-Kirche durfte am 2. Dezember 1805 mit einem Gottesdienst als „Aula Carolina“ für Schulfeierlichkeiten wieder geöffnet werden und erhielt zu diesem Zweck von Bischof Marc-Antoine Berdolet zwei Glocken aus der Aachener Salvatorkirche und weiteres Mobiliar geschenkt. Die Kirche wurde jedoch erst im Jahre 1827 endgültig für gemeinsame reguläre Schulgottesdienste für das jetzt „Königlich Preußische Gymnasium“ freigegeben. Für die Unterhaltung der Aula wurde ein Kirchenvorstand eingesetzt, an dem sich auch die Gymnasialklassen beteiligten. Weitere bauliche Veränderungen der Aula fanden zunächst noch in den 1850er-Jahren statt, bei der nach Plänen von Friedrich Joseph Ark ein Binnenchor und neue Sakristeiräume eingerichtet wurden sowie in den 1880er-Jahren, als der Aachener Maler Franz Wirth im inneren Bereich die Aula farbig ausmalte.
Nachdem zu Beginn des 20. Jahrhunderts die Klostergebäude selbst wegen Baufälligkeit endgültig abgerissen werden mussten, entstand bis 1906 auf dem Platz des abgebrochenen Klosterquadrums das heutige Schulgebäude. Im Zweiten Weltkrieg wurde die Aula massiv zerstört und erst 1980 wieder vollständig nach altem Vorbild, aber für heutige Zwecke aufgebaut und unter Denkmalschutz gestellt. Heute erinnern die nach dem Orden benannte Straße Augustinerbach, obwohl dort der Johannisbach durchfließt, und die Augustinergasse in Aachen sowie der Augustinerwald mit dem Augustinerweg bei Grüne Eiche an das Augustinerkloster in Aachen.
Die Aula besitzt eine Grundfläche von 570 m² und dient an Schultagen bis 17.00 Uhr dem Kaiser-Karls-Gymnasium für Unterrichts- und Sportveranstaltungen; zudem wird sie auch für externe Veranstaltungen, besonders für klassische Konzerte, Empfänge, Vorträge, Theatervorstellungen, Lesungen, Ausstellungen und studentische Feiern genutzt. Alljährlich am Antikriegstag, dem 1. September, wird in der Aula Carolina der Aachener Friedenspreis verliehen.